# Que me voy a quedar
«Que Me Voy A Quedar» es una canción de pop alternativo interpretada por la cantante mexicana Paulina Rubio e incluida originalmente en su octavo álbum de estudio, Ananda (2006). Escrita por los cantautores Coti y Julieta Venegas —con quien Rubio colaboró en el tema «Nada Fue Un Error» de 2005—, y producida por Cachorro López, fue anunciada por Universal Latino como el cuarto y último sencillo del álbum, después de «Ni Una Sola Palabra», «Nada Puede Cambiarme» y «Ayúdame».
El video musical contiene extractos de la gira Amor, Luz y Sonido Tour (2007), en donde se puede ver a la artista promocionar Ananda en diferentes países del mundo. Fue producido y dirigido por Paula Falla, y estrenado a través de su canal de YouTube.
A diferencia de los tres primeros sencillos de Ananda, «Que Me Voy A Quedar» no recibió la misma promoción que sus predecesores, lo que generó que la canción no entrara en las listas musicales. Además, Universal Latino tampoco envió el video musical a los canales de música, mientras que la canción solo fue estrenada en formato digital. 

## Composición
«Que Me Voy A Quedar» fue compuesta con el cantautor argentino Coti y la mexicana Julieta Venegas, lo que marcó su segunda colaboración con Paulina Rubio desde 2005 en el tema «Nada Fue Un Error», que se incluyó en el álbum en vivo Esta Mañana y Otros Cuentos de Coti. Se trata de una canción pop con toques de música dance que líricamente habla sobre la angustia y ansiedad que genera estar en una relación incierta. Aunque es una melodía repetitiva, invita a la reflexión sobre la valentía, la determinación y el proceso de empoderamiento personal. 
Tras su lanzamiento, el portal de Los 40 elogió la colaboración entre Coti, Venegas y Rubio, asegurando: «El trío Coti, Julieta Venegas y Paulina Rubio tiene aroma a éxito y quizá por esa misma razón decidieron unirse de nuevo en una canción».

## Video musical
El video musical de «Que Me Voy A Quedar» estuvo a cargo de Paula Falla, que en ese momento fungía como una colabora usual del equipo de Paulina Rubio. Falla produjo y dirigió el clip, que es acompañado de varios extractos de la gira Amor, Luz y Sonido Tour, que la cantante recorrió a lo largo de Latinoamérica, Estados Unidos, España y otros países de Europa. Se estrenó a través del canal de YouTube de Falla el 12 de octubre de 2007, el mismo día del lanzamiento del sencillo.
El diario español La Voz de Galicia notó que Rubio hace un guiño a su niñez con imágenes que evocan los veranos gallegos. «Galicia es su «terra nai», que diría Julio Iglesias. Mejor dicho, tierra padrastro, pues Carlos Vasallo, el segundo marido de su madre (Susana Dosamantes), tenía y tiene casa en Trasanquelos (Cesuras), donde la niña Paulina pasó varios veranos», escribió Rubén Ventureira en el citado diario.